# István Eiben

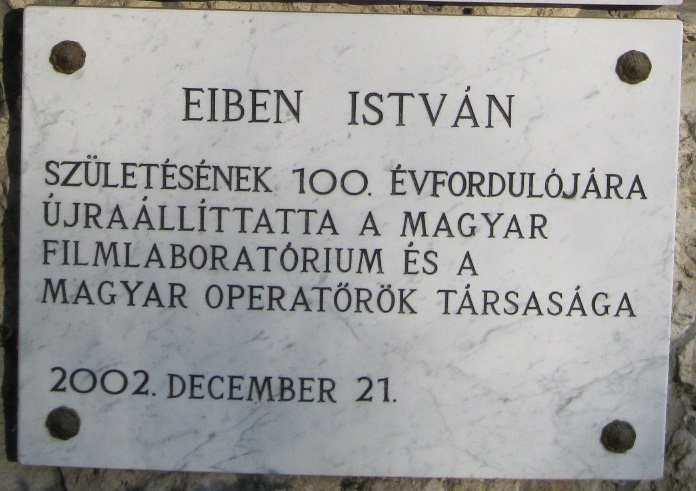
Gedenktafel für István Eiben im II. Budapester Bezirk

István Eiben, beim deutschsprachigen Film Stefan Eiben (* 21. Dezember 1902 in Budapest, Österreich-Ungarn; † 23. Oktober 1958 in Budapest) war ein ungarischer Kameramann.

## Leben und Wirken
Eiben stieß bereits 1916 als Laborant zum Film und hatte gegen Ende des Ersten Weltkriegs mit nicht einmal 16 Jahren seinen ersten Film fotografiert. In seiner 40-jährigen Karriere stand Eiben fortan bei insgesamt über 150, zumeist sehr konventionell gestalteten Unterhaltungsfilmen mit nur selten künstlerischen Anspruch – Ausnahmen: Marie, eine ungarische Legende und Menschen im Sturm (beide 1932) – hinter der Kamera, darunter auch beim ersten Tonfilm seiner ungarischer Heimat (1931). In den 1930er Jahren wurde er auch für einige deutsch-ungarische Co-Produktionen verpflichtet, 1934 stand Eiben überdies bei vier Emigrantenfilmen deutschsprachiger Juden aus Hitlers Reich hinter der Kamera („Peter“, „Ende schlecht, alles gut“, „Ball im Savoy“, „Kleine Mutti“).
Ende der 1930er Jahre und während des Zweiten Weltkriegs war István Eiben außerdem für einige deutsche, bzw. deutsch-ungarische Produktionen tätig, die in Budapester Ateliers gedreht wurden. Dafür wurde er namenstechnisch zu „Stefan Eiben“ germanisiert. Das Kriegsende überstand István Eiben unbeschadet, und er drehte unmittelbar nach 1945 weiterhin und ohne Unterbrechung, wenngleich in geringerer Schlagzahl, Filme. Von 1952 bis zu seinem Tod war István Eiben auch als Lehrer an der Budapester Hochschule für Theater und Film tätig. Eiben war vor allem während der Tonfilmjahre ungemein produktiv; er stand bei bis zu einem Dutzend Filmen (1941) pro Jahr hinter der Kamera.
Das Grab von István Eiben befindet sich auf dem Friedhof Farkasrét (Farkasréti temető) in Budapest.

## Filmografie
- 1918: Die gefahrvolle Wette (99)
- 1919: A lélekidomár
- 1919: Twist Olivér
- 1920: A 111-es
- 1920: A névtelen vár
- 1922: Berendik Istvánnal
- 1923: Az egyhuszasos lány
- 1923: A kis rongyos
- 1924: Pál utcai fiúk
- 1924: Hazudik a muzsikaszó
- 1925: Az elhagyottak
- 1926: Az ördög mátkája
- 1927: Die Czardasfürstin (Kameraassistent)
- 1927: Naftalin
- 1929: Roman einer Klosterschülerin (Mária novér)
- 1929: Élet, halál, szerelem
- 1931: Asszonyszelídíto
- 1931: Er und sein Diener (deutsche Fassung von Hyppolit, a lakáj)
- 1932: Der alte Gauner (A vén gazember)
- 1932: Marie, eine ungarische Legende (Tavaszi zápor)
- 1932: Repülo arany
- 1932: Menschen im Sturm (Ítél a Balaton)
- 1932: … und es leuchtet die Pußta
- 1933: Skandal in Budapest
- 1933: Iza néni
- 1933: A bor
- 1933: Rakoczy-Marsch (deutsche Fassung von Rákóczi induló)
- 1933: Egy éj Velencében
- 1934: Ida regénye
- 1934: Peter, das Mädchen von der Tankstelle (Peter)
- 1934: Kleine Mutti
- 1934: Lila akác
- 1934: Búzavirág
- 1934: Emmy
- 1934: Ende schlecht, alles gut
- 1934: Ball im Savoy
- 1934: Frühjahrsparade
- 1935: Liebesträume
- 1935: Es flüstert die Liebe
- 1935: 4½ Musketiere (Három és fél muskétás)
- 1936: Mädchenpensionat
- 1936: Alles für Veronika (Fräulein Veronika)
- 1936: Wo die Lerche singt
- 1936: Mária novér
- 1936: Bubi (Mircha)
- 1937: Ihr Leibhusar
- 1937: Sein letztes Modell
- 1937: Pesti mese
- 1937: Die entführte Braut (Roxi und ihr Wunderteam)
- 1937: Marika
- 1938: Elcserélt ember
- 1938: Péntek Rézi
- 1938: Die Frau am Scheidewege
- 1938: Azurexpress
- 1938: Beszállásolás
- 1939: Menschen vom Varieté
- 1939: Toprini nász
- 1939: Hände hoch, Herr Kommissar
- 1939: Földindulás
- 1939: Semmelweis
- 1940: Jöjjön elsején
- 1940: Dankó Pista
- 1940: Hazajáró lélek
- 1940: Lángok
- 1941: Végre!
- 1941: Néma kolostor
- 1941: Bob herceg
- 1941: Miért?
- 1942: Maske in Blau
- 1942: Házasság
- 1942: Halálos csók
- 1942: Katyi
- 1942: Karneval der Liebe
- 1943: Késo
- 1943: Tilos a szerelem
- 1943: Der Bräutigam aus Teheran (Afrikai volegény)
- 1943: Zenélo malom
- 1943: Rákóczi nótája
- 1943: Fehér vonat
- 1944: Ez történt Budapesten
- 1944: Vihar után
- 1945: Tanítóno
- 1946: Tanzrausch (Hazugság nélkül)
- 1946: Der König streikt (Renée XIV.) (unvollendet)
- 1947: Könnyu múzsa
- 1948: Beszterce ostroma
- 1949: Mágnás Miska
- 1949: Janika
- 1950: Uri muri
- 1950: Katharinas Ehe (Kis Katalin házassága)
- 1951: Sandor schafft es (Becsület és dicsöség)
- 1951: Déryné
- 1952: Elso fecskék
- 1952: Pusztaklänge (Erkel)
- 1954: Rokonok
- 1954: Ich und mein Großvater (Én és a nagyapám)
- 1955: Julika mit der Stupsnase (Egy pikoló világos)
- 1956: Dollárpapa
- 1957: Külvárosi legenda
- 1957: Ein stilles Heim (Csendes otthon)
- 1958: Felfelé a lejton